# Спиритуализам
Спиритуализам је религиозни покрет заснован на уверењу да духови мртвих постоје и да имају могућност и склоности да комуницирају са живима.  Загробни живот, или "свет духа", спиритуалисти доживљавају, не као статично место, већ као оно у коме се духови настављају развијати. Та два веровања - да је контакт са духовима могућ и да су духови напреднији од људи - воде спиритуалисте до трећег уверења: да су духови способни да пруже корисна знања о моралним и етичким питањима, као и о природи Бога. Неки ће спиритуалисти говорити о концепту који називају „водичима духа“ - специфичним духовима, често контактираним, на које се ослањају ради духовног вођства.   Спиритизам, грана спиритуализма коју је развио Алан Кардек и данас се практикује углавном у континенталној Европи и Латинској Америци, посебно у Бразилу, посебно наглашава реинкарнацију. 
Спиритуализам се развио и достигао врхунац у чланству од 1840-их до 1920-их, посебно у земљама са енглеским говорним подручјем.   До 1897. године, говорило се да је за спиритулизам било више од осам милиона следбеника у Сједињеним Државама и Европи , углавном из средњих и виших слојева.
Спиритуализам је цветао пола века без канонских текстова или формалне организације, достижући кохезију периодичним часописима, турнејама предавача, састанцима у кампу и мисионарским активностима остварених медијума. Многи истакнути спиритуалисти биле су жене и попут већине спиритуалиста подржавале су узроке попут укидања ропства и женског бирачког права.  Крајем 1880-их веродостојност неформалног покрета је ослабила због оптужби за превару која је почињена од стране медијума, а формалне спиритуалистичке организације почеле су се појављивати.  Спируализам се тренутно практикује првенствено кроз различите деноминацијске спиритуалистичке цркве у Сједињеним Државама, Канади и Великој Британији.

## Веровања
Спиритуализам и његов систем веровања постали су заштићене карактеристике према закону у Великој Британији 2009. године од стране Алана Пауер-а при УКЕАТ-у (Апелациони суд), у Лондону, Енглеској. 
Спиритуалисти верују у могућност комуникације са духовима мртвих које они сматрају "одбаченим људима". Они верују да су духовни медијуми надарени за такву комуникацију, али да свако може постати медијум путем учења и праксе. Они верују да су духови способни за раст и савршенство, да напредују кроз више сфере и да загробни живот није статично стање, већ оно у коме се духови развијају. Два веровања - да је контакт са духовима могућ и да духови могу да живе на вишем нивоу - воде до трећег уверења, да духови могу да дају знање о моралним и етичким питањима, као и о Богу и загробном животу. Многи верници зато говоре о "водичима духа" - специфичним духовима, са којима често контактирају и на које се ослањају ради овоземаљског и духовног вођства. 
Према спиритуалистима, свако може примати духовне поруке, али формалне сесије комуникације одржавају медијуми, који тврде да примају информације о загробном животу. 

### Религијски погледи

#### Декларација принципа
Као неформални покрет, спиритуализам нема дефинисан скуп правила, али су разне спиритуалистичке организације унутар САД усвојиле варијације о некој или читавој „Декларацији принципа“, развијеној између 1899. и 1944. године и ревидираној недавно 2004.  Октобра 1899. Национално удружење спиритуалиста (НСА) на конвенцији у Чикагу у држави Илиноис усвојило је шест чланака "Декларација принципа".   Додатна два принципа НСА је додала у октобру 1909. године на конвенцији у Рочестеру у Њујорку.  Коначно, у октобру 1944. године, на конвенцији у Ст. Луису у Мисурију усвојено је девето начело Националног спиритуалног удружења цркава. 
У Великој Британији главна организација која заступа спиритуализам је Национална унија спиритуалиста (СНУ), чија се учења базира на Седам принципа. 

## Порекло
Спируализам се први пут појавио 1840-их у „Спаљеном округу“ у јужном делу Њујорка, где су се ранији религиозни покрети, попут милеризма и мормонизма, појавили током Другог великог буђења, иако се милеризам и мормонизам нису повезали са спиритуализмом.
Ова регија државе Њујорк била је средина у којој су многи мислили да је могућа директна комуникација с Богом или анђелима и да се Бог неће понашати оштро - на пример, да Бог не би осудио некрштену децу до вечности у паклу. 

### Сведенборги Месмер
У овом окружењу, списи Емануела Сведенборга (1688–1772) и учење Франц Месмер (1734–1815) пружају пример онима који желе директно лично знање о загробном животу. Сведенборг, који је тврдио да комуницира са духовима док је будан, описао је структуру светог духа. Две карактеристике његовог погледа посебно су одјекнуле код раних спиритуалиста: прво, да нема ни једног Пакла ни једног Неба, већ низ виших и нижих небеса и пакла; друго, да су духови посредници између Бога и људи, тако да их божанско понекад користи као средство комуникације.  Иако је Сведенборга упозоравао друге да не траже контакт са духом, чини се да су његова дела инспирисала жељу других да то ураде.
Сведенборга је некада био веома цењени изумитељ и научник, постигавши неколико инжењерских иновација и проучавајући физиологију и анатомију. Тада је „1741. године такође почео да има низ интензивних мистичних искустава, снова и визија тврдећи да га је Бог позвао да реформише хришћанство и уведе нову цркву“. 
Месмер није допринео религиозним уверењима, али је донела технику, касније познату као хипнотизам, за коју се тврдило да може да индукује транс и изазове субјекте да пријављују контакт са натприродним бићима. Било је много професионалних излагања својствених демонстрацијама месмеризма, а практиканти који су држали предавања у Северној Америци средином 19. века желели су да забаве своју публику, као и да демонстрирају методе за лични контакт с божанским. 
Можда је најпознатији од оних који су комбиновали Сведенборг и Месмер у посебној северноамеричкој синтези био Ендру Џексон Дејвис, који је свој систем назвао "хармоничном филозофијом". Дејвис је био месмерист, исцелитељ вере и видовњак из  Њујорка. На њега су такође снажно утицале социјалистичке теорије форијеризма.  Његова књига из 1847. године, Принципи природе, њена божанска откривења и глас човечанству,  коју је диктирао пријатељу док је био у трансу, на крају су постали најближа ствар канонског дела у духовном покрету чији је екстремни индивидуализам искључио развој јединственог кохерентног погледа на свет. 

### Реформски покрети
Спиритуалисти су често постављали 31. марта 1848. године као почетак свог покрета. Тог датума Кејт и Маргарет Фок из Њујорка известиле су да су ступиле у контакт са духом за који се касније тврдило да је дух убијеног трговца чије је тело пронађено у кући, мада нема података да је таква особа икада пронађена. Дух је комуницирао кроз бучне звукове, које су могли чути гледаоци. Докази о чулима допадли су се Американцима практички настројених мисли, а сестре Фок постале су сензација. Као први славни медијуми, сестре су брзо постале познате по својим јавним наступима у Њујорку.  Међутим, сестре Фок су 1888. године признале да је тај „контакт“ са духом био превара, иако су недуго затим повукли то признање. 
Ејми и Исак Пост, квекери из Рочестер-а, Њујорк, одавно су били упознати са породицом Фок и одвели су две девојке у њихов дом у касно пролеће 1848. Одмах убеђени у истинитост комуникација сестара, постали су ране присталице и увели су младе медијуме у свој круг радикалних пријатеља Квекера. 
Према томе, многи рани учесници спиритуалиста били су радикални кваркери и други који су били укључени у реформски покрет средином деветнаестог века. Ови реформатори су били неугодни са угледнијим црквама, јер су те цркве учиниле мало у борби против ропства, а још мање на унапређивању права жена. 
Такве везе с реформским покретима, често радикално социјалистичким, већ су биле припремљене у четрдесетим годинама 20. века, као што показује пример Ендру Џексон Дејвис. Након 1848, многи социјалисти су постали горљиви спиритуалисти или окултисти. Социјалистичке идеје, нарочито у фуријеристичком погледу, имале су пресудан утицај на Кардека и остале Спиритисте.
Најпопуларнија предавачица у трансу пре Америчког грађанског рата била је Кора Л. В. Скот (1840–1923). Млада и лепа, њен изглед на позорници је очарао мушкарце. Њену публику погодио је контраст између њене физичке лепоте и елоквенције којом је говорила о духовним стварима, и пронашла је у том контрасту подршку за идеје да духови говоре кроз њу. Кора се удавала четири пута и сваки пут је усвојила презиме свога супруга. Током периода највеће активности била је позната као Кора Хач. 
Друга позната жена спиритуалист била је Аша В. Спраг, рођена 17. новембра 1827. у, Вермонту. Када је имала 20 година разболела се од реуматске грознице и посредству духова приписала је свој евентуални опоравак. Изузетно популарна предавачица из транса, путовала је Сједињеним Државама све до своје смрти 1861. Спраг је била аболициониста и заговорник женских права.
Још један истакнути спиритуалиста у Грађанском рату био је Паскал Беверли Рандолф (1825—1875), човек мешовите расе, који је такође играо улогу у аболиционистчком покрету.  Ипак, многи реформатори су се држали даље од духовног покрета; међу скептицима био је и познат и Фредерик Даглас. 

Још један покрет социјалне реформе са значајним спиритуалистичким учешћем био је напор да се побољшају услови Индијанаца. Као што Кетрин Трој примећује у студији о индијсанским духовима у сеансама:
Несумњиво, на неком су нивоу духовни стручњаци препознали индијанске призоре који су се појављивали на сеансама као симбол греха и накнадне кривице Сједињених Држава у односима с Индијанцима. Спиритуалисте је буквално прогањало присуство Индијанаца. Али за многе та кривица није уверљива: радије, да би се супротставили прогоњењу и исправили је, они су галванизовани у дело. Стога је политички активизам Спиритуалиста у име Индијанаца био резултат спајања кривице и страха од божанског просуђивања с новим осећајем сврхе и одговорности. 

### Верници и скептици
У годинама које су уследиле након сензације која је поздравила сестре Фок, демонстрације медијума (на пример, сеансе и аутоматско писање) показале су се као профитабилан подухват и убрзо су постале популарни облици забаве и духовне катарзе. Сестре Фок су успевале зарадити за живот на овај начин, а остале би следиле њихов траг.   Спиритуализам је постајао све важнији део спиритизма, а видљиви, звучни и опипљиви докази духова ескалирали су док су се медијуми такмичили за плаћање публике. Као што су независне истражне комисије више пута успостављале, пре свега извештај Сејбертове комисије из 1887. године,  превара је била широко распрострањена, а неки од тих случајева били су процесуирани на судовима. 
Упркос бројних превара, привлачност спиритуализма била је снажна. Истакнути у редовима њених присталица били су они који жале због смрти вољене особе. Многе породице током времена Америчког грађанског рата виделе су како њихови мушкарци одлазе и више се не враћају, а слике ратишта, произведене кроз нови медиј фотографије, показале су да њихови најмилији нису умрли не само у огромном броју, већ и на ужасне начине такође. Један добро познат случај је Мари Тод Линколн која је, жалећи због губитка сина, организовала сеансе у Белој кући на којима је присуствовао њен супруг, председник Абрахам Линколн.  Налет духовности током овог времена, а касније и током Првог светског рата, био је директан одговор на масовне жртве на бојном пољу. 